# DEAD OR SCHOOL
《DEAD OR SCHOOL》是由日本電子遊戲開發商Studio Nanafushi開發和發行的一款動作角色扮演遊戲，本作的搶先體驗版於2018年7月12日在Steam發佈，正式版于2019年6月4日起發行。除Steam外，本作还先後登陸家用遊戲機任天堂Switch和PlayStation 4。遊戲講述在架空的未來世界，人類被不明的病毒感染變成尸鬼，倖存的人類被驅趕到地底生活。一位名為久子的少女在祖母的鼓勵下，為了奪回地表並重建學校，在地底世界展開了冒險，集合夥伴和戰力反攻地表。

## 遊戲系統
《DEAD OR SCHOOL》是一個橫向捲軸遊戲，採用動作角色扮演遊戲的遊玩方式，玩家扮演少女久子，為了奪回被尸鬼佔領的地表並重建學校，在地底世界招募夥伴和與各類尸鬼戰鬥。久子的身體素質超群，能進行二段跳，以翻滾的方式避開尸鬼的攻擊。久子每次冒險可以攜帶近戰武器、槍械武器和重型武器各一款，戰鬥時能隨意切換裝備的武器。近戰武器有耐久度設定，而槍械和重型武器有彈藥數量設定，玩家只能在存檔點恢復武器耐久度和彈藥數量。遊戲內有一個武器改造系統，玩家能強化武器提高武器等級，安裝武器配件提高武器各類數值，還能隨機賦予武器一種特殊能力。玩家能透過擊殺尸鬼，完成支線任務和模擬頭目戰獲得經驗值，完成支線任務和升級能獲得技能點來學習技能樹中的新能力。技能樹能隨意重置，更變久子學習的技能方向。在久子受到的傷害達到一定程度，衣服就會破損，並有動畫特寫。
在遊戲期間，玩家能拯救受困在各地的難民，讓他們加入主角隊伍，這些角色會在學校建成後扮演不同的角色。遊戲有明確的關卡限制，玩家需要擊敗關底頭目通關開啟下一段劇情，遊戲的每個關卡都設置在一個地鐵站的範圍內，完成關卡之後玩家能隨意返回之前的地鐵站進行探索。遊戲採取自動存檔系統，玩家在經過存檔點時會自動存檔，角色在戰鬥中死亡時，會有死亡懲罰，損失擁有的四分之一金錢。遊戲只有一個結局，玩家只需要安照劇情發展推進遊戲就能進入結局。

## 故事簡介
在未來，人類被不明的病毒感染後變成尸鬼，人類在與尸鬼的大戰中落敗。少數人依靠地底的地鐵系統建立據點存活了下來，倖存者畏懼地表的尸鬼，不斷往地底開拓空間建立居住區以休養生息，並以該年為地下歷元年。地下歷七十八年，倖存者第三世代的年輕人已忘卻尸鬼的恐懼，不斷有年輕人違反長輩的告誡偷偷前往地表。池袋站的人類聚落初代村長看到嚮往地表的年輕人，決定支持新一代的選擇。大戰過後，倖存者大多失憶，初代村長只記得零星關於學校的記憶，她將這些分享給她的孫女久子，還贈與她保留下來的校服和列車，她建議久子乘坐列車前往不同車站尋找人類聚落中的同道中人，集合力量再重返地表。久子聽完初代村長的分享，對校園生活心生嚮往，穿上校服以表志向，踏上了尋找夥伴的冒險。
久子首先前往了新宿站，期間救下了「文明調查員」百合花和鑽地工程師台場，兩人得知久子重建學校的念頭後表示願意提供幫助，百合花負責隊伍後勤的工作，後來還提供了文明調查員之間的物資交換途徑，讓久子能以交易形式獲得更先進的武器。台場能幫忙疏通倒塌的地下通道，他本來是秋葉原站的住民，由於秋葉原遭到大量尸鬼的襲擊，大批居民被困，包括他女兒由紀，他前往新宿站是希望能尋找人幫忙。久子答應了台場的請求，眾人前往秋葉原救援的路途一波三折，隊伍途徑原宿站時收到站內的住民求救信號，久子進入車站內救援，擊敗了有機械結構的尸鬼。眾人有感手頭上的武器難以對付這種新型的尸鬼，於是前往市谷站地表的自衛隊武器倉庫收集戰前武器，期間發現無人駕駛的坦克。在臨近秋葉原時，途徑武道館附近，發現當地有異常反應，久子深入調差，發現了將人類變成尸鬼的巨型機器。百合花向文明調查員總部匯報久子的種種發現引起了高層的警惕，久子在秋葉原救下受困居民時，文明調查員決定啟動「真·地下計劃」（「計劃」）。過去高層猜測人類和尸鬼的大戰中還存在第三勢力，有「計劃」備案讓人類放棄重返地表，讓少數精英前往更深層地底生活，以炸毀所有車站的方式完全斷絕和地表的聯繫，避免第三勢力發現人類。
久子等人得知「計劃」後十分迷茫，這時之前與久子在地表有一面之緣的銀髮少女「鳳」出現，她告訴久子關於第三勢力的線索就在新宿的東京都廳舍。久子在冒險中集合的夥伴建言重奪新宿地表，在發掘第三勢力的真相同時，除了能向文明調查員證明人類有能力在地表生活，讓文明調查員打消「計劃」，還能鼓舞其他車站住民對地表發起進攻和避免被爆炸牽連。一行人向東京都廳舍發起了凌厲的攻勢，久子在都廳舍頂部發現巨大的機械堡壘，目睹了名為「德里斯科爾」的巨型機器人啟動並到處破壞。這時鳳也在久子面前現身，告知她過去大戰的真相。大戰源於人類製作的帶有人工智能（AI）的機器人發生了叛變，戰爭後期，人類發明了攻擊機器人的病毒，機器人發明了讓人類變異的病毒，最後獲得勝利的是機器人，他們為了防止人類死灰復燃，在各地配置了巨型機器人，一旦偵查到地區有大量人類出現的情況，巨型機器人就會啟動消滅該地人類。鳳是少數擁有AI又願意幫助人類的人形機器人，地底的早期倖存者就是她一手抹去記憶安排到地下生活的，鳳一直有在消滅地表的尸鬼和機械生物，阻止他們發現地底人類。
再度迷茫之際，久子等人收到來自淺草站的信息，一個保留過去記憶的初代倖存者表示有方法阻止德里斯科爾，他需要以久子之前擊倒的偵查機器人核心部件和一些材料製作干擾機械運作的裝置。之後久子協助完成了裝置，還說服了文明調查員高層延期執行「計劃」。為了覆蓋足夠大的區域，久子在東京塔啟動了干擾裝置，讓德里斯科爾和區域內機器人停止運作。事後，儘管地區的尸鬼還有待清除，眾人已經在地表建立了安全區並且重建了學校。

## 開發
《DEAD OR SCHOOL》是基於木星在住創作的科幻漫畫《機械人偶七海》世界觀開發的遊戲，這是木星在住於2014年開始連載漫畫，作品免費在Niconico插畫發佈，也獲得出版商青睞發行單行本。遊戲的製作團隊共有三人，除了木星在住，還有程序員MAX（山口友美）和懂得動畫製作與美術的宮本（二宮岳），兩人是木星在住在過去同人活動中結識的。遊戲的受眾一開始就決定面向日本海外的玩家，為此加入不少現代都市的元素，如乘坐地鐵在城市之間穿梭，僵尸和美少女的設計等。在立項之前，木星在住調查了Steam受歡迎的遊戲類型，他發現日本美少女遊戲銷量好壞極端，而橫向捲軸動作遊戲只要質量不差銷量就很穩定，加上砍殺遊戲在Steam很少，於是團隊決定開發的遊戲結合美少女元素和砍殺玩法。女主角「久子」（ヒサコ）取名源於日本樂隊NUMBER GIRL吉他手田渕ひさ子，久子的角色設計投射了木星在住理想中的女性形象，角色性格樂觀積極，既冒失又機敏。在早期的開發計劃中，遊戲的武器系統會有很高的自由度，玩家可以通過收集的零件自由組裝武器，角色的技能樹也有五組之多，製作組預計在2017年3月完成開發工作。然而遊戲的開發工作給製作團隊帶來很大的資金壓力，木星在住為此開設酒吧「BAR365」籌集資金，三人也透過兼職舒緩壓力，同時也影響到開發進度。製作組也先後在众筹網站indiegogo和CAMPFIRE嘗試發起众筹專案，不過專案並沒有成功。為了獲取開發資金，2018年7月製作團隊透過Steam的搶先體驗模式發佈遊戲早期版本。之後透過遊戲版本更新，發佈新的關卡，遊戲在第六個版本更新全部的主線劇情。開發計劃中的玩法在遊戲最終版本中有所刪減，如簡化了武器系統和技能樹系統。

## 發行
《DEAD OR SCHOOL》於2016年10月在众筹網站indiegogo披露遊戲的內容和玩法，11月通過Steam的青睞之光，正式登陸Steam。遊戲原本預定2017年3月發行，由於資金不足數次延期。2018年7月12月遊戲在Steam發佈搶先體驗版，發售首日達成100萬日元的銷售額，一週銷量超過一萬份。遊戲的內容之後透過版本更新添加，2.0版本加入武道館地區的劇情，3.0版本加入秋葉原地區的劇情，4.0版本加入新宿地表的劇情，5.0版本加入淺草地區的劇情，到2019年4月更新6.0版本，完成全部劇情的更新。6月4日，遊戲更新7.0版本，遊戲修復了一些程式錯誤同時轉為正式版。8月29日，遊戲的任天堂Switch和PlayStation 4版發售。遊戲實體版的限定版贈品為女主角久子抱枕、特製智能卡貼紙和明信片。2020年3月13日，任天堂Switch和PlayStation 4版的海外版本由Marvelous負責發行。
遊戲的製作階段，木星在住就有在自己連載的漫畫《機械人偶七海》中宣傳遊戲。遊戲原定是面向日本海外的玩家，由於發佈初期沒有支持日文以外的語言，到2018年11月，遊戲的主要買家有七成來自日本地區。

## 評價
《DEAD OR SCHOOL》在Steam發售後，用戶評價整體為好評。根據在Metacritic的匯總評分，遊戲在媒體中得到的評價一般。遊戲的PlayStation 4版在Fami通評分中獲得31分，進入白銀殿堂。中文媒體普遍認為遊戲的美少女主角久子是遊戲一大亮點，不少評論員給與遊戲劇情正面的評價。評論員DIO咕哒在17173网發文稱遊戲的劇情設計和《天元突破》有些類似，只是整體更為「簡單粗暴」。遊俠網的評論員ZERO表示他很喜歡遊戲「虽然剧情很不合理，但是意外的有点萌」的劇情。Fami通評論員也提到遊戲風格和世界觀很獨特，另一個評論員也指出人物的設定之豐富，可以看出創作者對作品投入的熱情，雖然部分設定有些粗糙，但是作品的完成度還是不錯的。
評論員對遊戲玩法設計有不同的看法，設計上存在一些亮點，普遍認為遊戲有改善的空間。ZERO提到遊戲中的收集元素能給與玩家較大的成就感，而且遊戲的難度不高，砍殺尸鬼能帶來不少爽快感；同時批評遊戲中遠程武器的手感很差，角色移動射擊時，無法表現出武器射擊時的後坐力。DIO咕哒表示作為獨立遊戲《DEAD OR SCHOOL》「好玩但质量不算高」，「动作设计和攻击判定都比较业余」，後期遊戲素材就不斷重複利用，變化不大。評論員阿德里安·布罗姆菲尔德在PSU摘文稱讚了遊戲的武器系統，武器改造系統能改變武器的特殊能力，其中帶來的不確定性十分有趣，而遊戲的技能樹能隨時重置，這能給與玩家更多選擇，他建議其他同類遊戲採取這個機制。《每日镜报》的編輯尤金·索瓦（Eugene Sowah）也持有類似的觀點，遊戲對武器設有使用限制，迫使玩家去熟悉和嘗試不同類型的武器，加上能重置技能樹也方便玩家探索不同武器組合和玩法。同時他批評遊戲後期內容重複，怪物對玩家攻擊意欲不高，被一群怪物圍堵也不對會玩家造成威脅。Fami通評論員戶塚伎一認為遊戲戰鬥上的設計讓遊戲很容易上癮，角色死亡懲罰很小也是不錯的設計。

## 備註
1. ↑  文明調查員是一個成規模的倖存者組織，他們以收集和重建戰前文明和科技為己任。
2. ↑  青睞之光是Steam在2017年6月之前的發行模式，發行商需要在Steam展示作品一段時間，作品獲得社區的正面評價後，才能在Steam發行。

## 外部連結
- 官方网站 （日語）